# Ґабчіково
Ґабчіково (словац. Gabčíkovo) — місто західно-південної Словаччини.
Площа — 52,4 км². Населення — 5 382 (станом на 2015).

## Географія
Протікають канал Ґабчіково-Топольники; Ґабчіково-Нярад і стічний канал Ґабчіково.

## Населення
| Рік:            | 1994. | 2004.   | 2014.   | 2024.   |
| --------------- | ----- | ------- | ------- | ------- |
| Кількість осіб: | 4971  | 5117    | 5397    | 5290    |
| Різниця:        |       | +2,93 % | +5,47 % | -1,98 % |

| Рік:            | 2023. | 2024.   |
| --------------- | ----- | ------- |
| Кількість осіб: | 5268  | 5290    |
| Різниця:        |       | +0,41 % |